# چاه قبری (سیرجان)
چاه قبری، روستایی در دهستان شریف‌آباد از توابع بخش مرکزی شهرستان سیرجان در استان کرمان است.